# ماكسيم لوروا
ماكسيم لوروا (بالفرنسية: Maxime Leroy)‏ هو نقابي ومؤرخ فرنسي، ولد في 28 مارس 1873 في باريس في فرنسا، وتوفي بنفس المكان في 15 سبتمبر 1957.